# Toyota Grand Highlander
Toyota Grand Highlander — повнорозмірний позашляховик-кросовер із трьома рядами сидінь, який Toyota виробляє з 2023 року.

## Опис

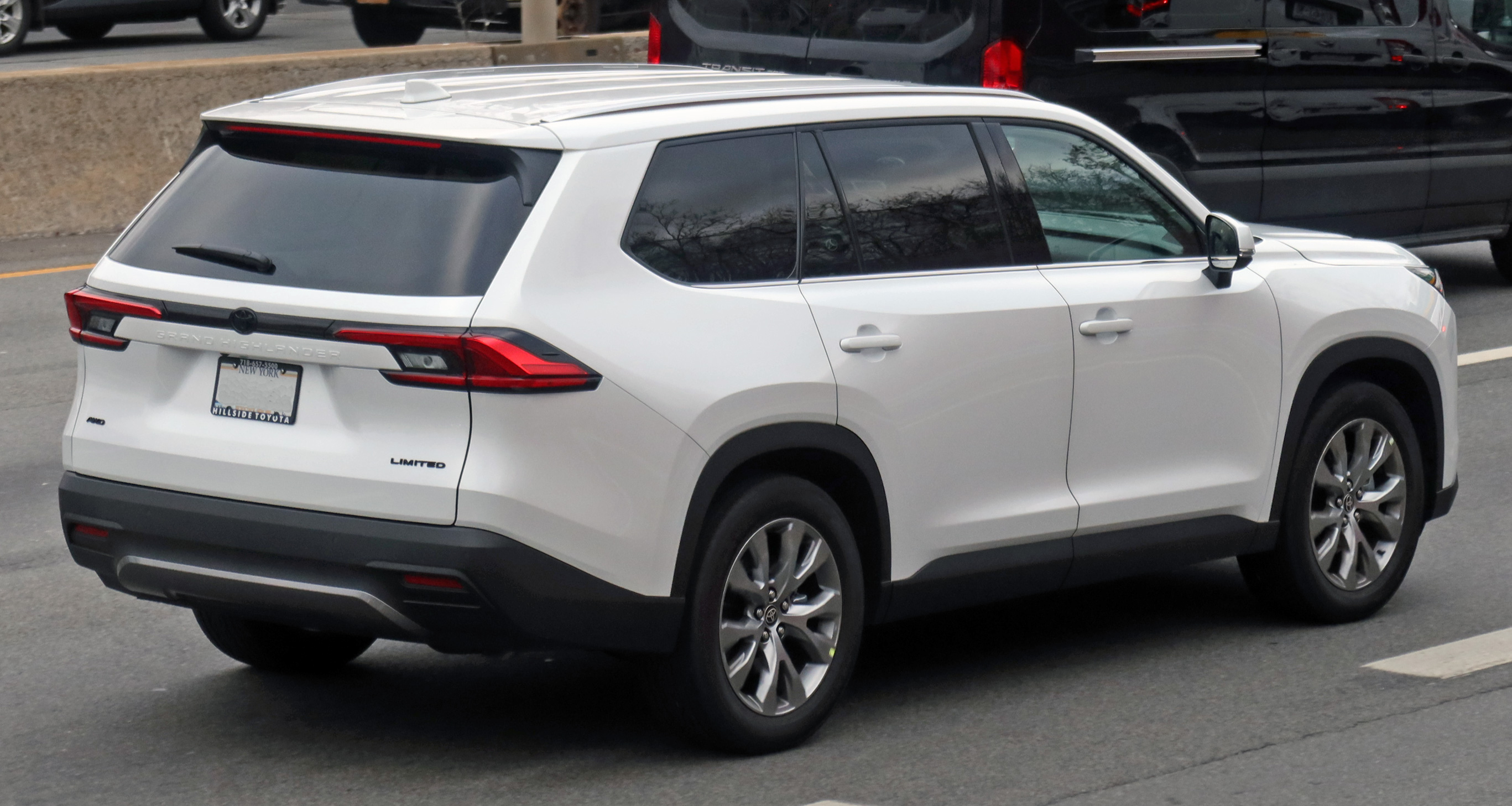

Grand Highlander був представлений на північноамериканському ринку 8 лютого 2023 року. Хоча його шильдик і платформа TNGA: GA-K схожі на стандартний Highlander, модель має абсолютно інший зовнішній і внутрішній стиль.
На північноамериканському ринку Grand Highlander займає позицію між меншим Highlander і більшою Sequoia з кузовом на рамі.
На відміну від свого меншого побратима, Grand Highlander також пропонує високопродуктивну гібридну силову установку від Crown 2023 року, яка продається як Hybrid Max, яка поєднує електродвигуни з 2,4-літровим рядним 4-циліндровим двигуном з турбонаддувом. Трансмісія також забезпечує буксирну здатність 2268 кг.
Окрім трансмісії Hybrid Max, більший внутрішній простір є відмінною рисою Grand Highlander порівняно зі звичайним Highlander. Колісна база збільшилася приблизно на 165 мм, що збільшило відстань між двома пасажирами у другому та третьому рядах Grand Highlander (відстань між стегнами пасажирів у другому та третьому рядах) приблизно на 95 мм. Інша зовнішня упаковка також збільшила висоту над головою третього ряду в порівнянні з Highlander приблизно на 24 мм. Завдяки переробленій багатоважільній задній підвісці підлогу можна було опустити, що збільшило розмір каблука-стегна в сидіннях третього ряду.
У США Grand Highlander доступний у трьох модифікаціях: XLE, Limited і Platinum.

## Двигуни
- 2.4 L T24A-FTS turbo I4 265 к.с. 420 Нм
- 2.4 L T24A-FTS turbo I4 362 к.с. 460 Нм (hybrid)
- 2.5 L A25A-FXS I4 247 к.с. 237 Нм (hybrid)

## Продажі
| рік  | США     | США    | Канада |
| рік  | загалом | Hybrid | Канада |
| ---- | ------- | ------ | ------ |
| 2023 | 48,036  | 11,986 | 4,383  |